# Cantone di San Quintino 2
Il Cantone di San Quintino 2 (in francese Canton de Saint-Quentin-2) è una divisione amministrativa dell'arrondissement di San Quintino.
Deriva dalla ridefinizione del cantone di San Quintino Nord (in francese Saint-Quentin-Nord), di cui mantiene i comuni, a seguito della riforma approvata con decreto del 21 febbraio 2014, che ha avuto attuazione dopo le elezioni dipartimentali del 2015. La parte della città di Saint-Quentin inclusa nel cantone è stata ridefinita.

## Composizione
Comprende parte della città di San Quintino e i 10 comuni di:
- Essigny-le-Petit
- Fieulaine
- Fonsommes
- Fontaine-Notre-Dame
- Lesdins
- Marcy
- Morcourt
- Omissy
- Remaucourt
- Rouvroy